# Carretera de Puerto Rico 142
La carretera de Puerto Rico 142 (PR-142) es una vía de norte a sur que conecta la región norte de Puerto Rico con el municipio de Corozal. Con una longitud de aproximadamente 8,2 kilómetros (5,1 millas), la PR-142 cruza los municipios de Dorado, Toa Alta y Corozal, extendiéndose desde la carretera PR-2 en Dorado hasta la PR-159 cerca del casco urbano de Corozal.

## Descripción de la ruta
La carretera PR-142 comienza en Dorado como una carretera dividida de dos carriles en ambas direcciones. Luego se convierte en una vía más pequeña conocida como carretera 2+1, con zonas donde hay dos carriles en un sentido y un carril en el otro sentido hasta su final en Corozal. En todos sus cruces con otras carreteras es una vía dividida y tiene un límite de velocidad de 45 millas por hora (72 km/h) en todo su recorrido. Entre Toa Alta y Corozal, el camino puede ser peligroso durante la noche y los días de lluvia porque la zona es muy oscura y la formación de niebla es frecuente, causando poca visibilidad a los conductores. En 2009, esta carretera fue designada oficialmente como carretera José Antonio «Sonny» Rodríguez Ortiz, aunque también se la conoce comúnmente como expreso de Corozal.

Carretera PR-142 por municipio
Identificador de ruta en dirección sur en el barrio Espinosa, Dorado
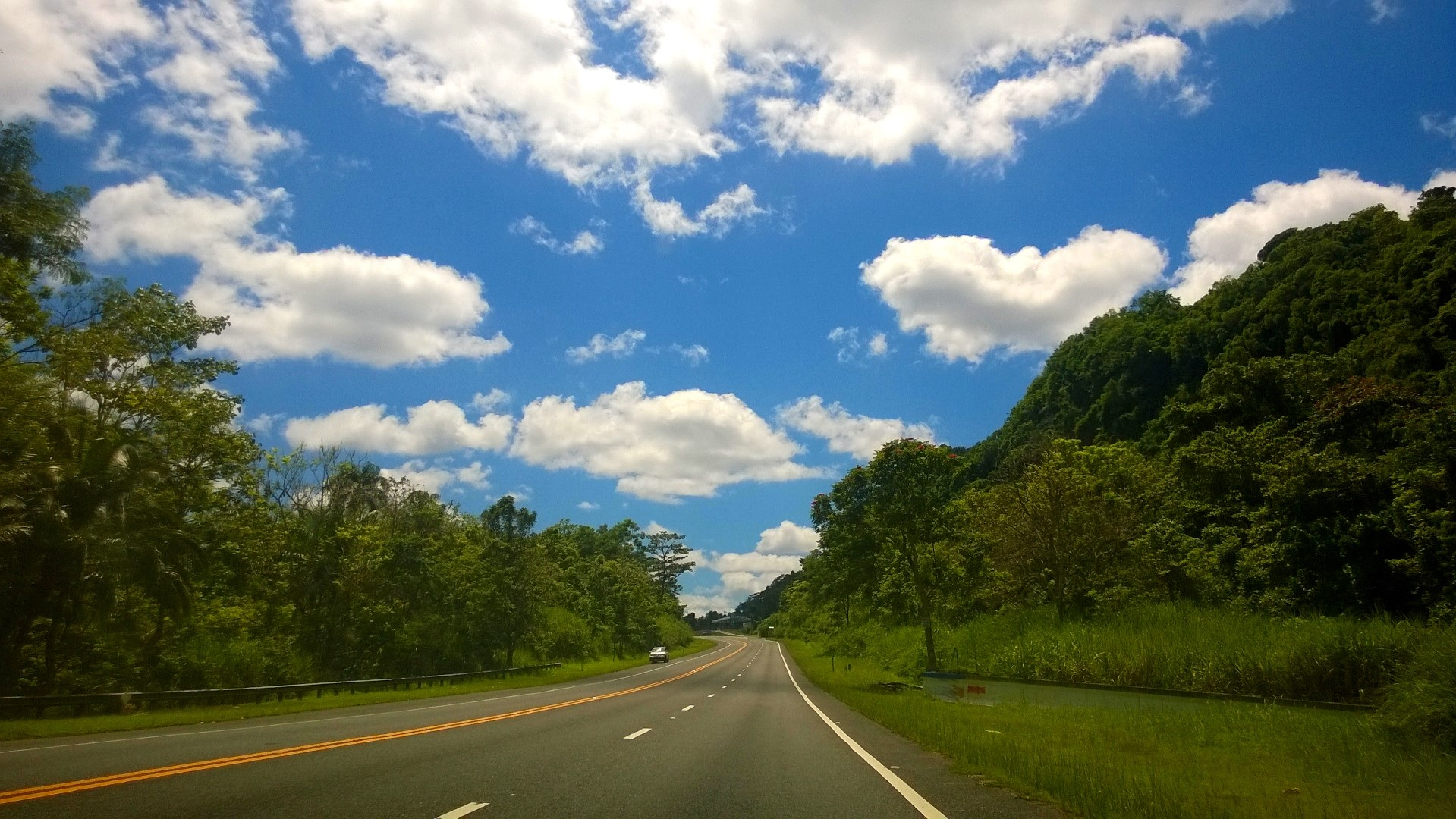
Rumbo al sur en el barrio Abras, Corozal

### Dorado
En Dorado, la PR-142 es mayoritariamente una carretera dividida con dos carriles por sentido. En este municipio la ruta tiene un intercambio tipo trompeta con la PR-2 en su inicio entre los barrios Maguayo y Espinosa. Luego tiene dos intersecciones con la PR-677, la cual provee acceso a algunas comunidades del barrio Espinosa. Antes de ingresar a Toa Alta, la PR-142 se convierte en una carretera no dividida con un carril por sentido. Toda la longitud de esta carretera en Dorado se ubica en el barrio Espinosa.

### Toa Alta
En Toa Alta, la PR-142 es en su mayoría una vía 2+1 luego de cruzar el puente sobre el río Lajas que se localiza en el límite municipal con Dorado. En este pueblo, la carretera tiene dos intersecciones con la PR-823, la cual da acceso a varias comunidades ubicadas en el barrio Río Lajas. La PR-823 coincide con la PR-142 durante aproximadamente 1 kilómetro (0,6 milla), y en la mayor parte de esta concurrencia hay dos carriles por dirección. Poco después de terminar la superposición comienza Corozal. Todo el trayecto de la PR-142 en Toa Alta se encuentra en el barrio Río Lajas.

### Corozal
En Corozal, esta carretera también es en su mayoría una vía 2+1 desde el límite municipal de Toa Alta hasta su aproximación a la PR-159, donde tiene dos carriles en ambas direcciones. Solo en el puente sobre el río Mavilla hay un único carril por sentido. Alrededor de la zona donde se localiza el río, la carretera suele estar cubierta por niebla que se forma durante las noches y en los días de lluvia, provocando mala visibilidad y aumentando el riesgo de accidentes de tránsito. La ruta pasa por los barrios Abras y Pueblo hasta su final en la PR-159 cerca del centro urbano de Corozal.

## Historia
En 1990 se estudió la posibilidad de construir una carretera que conectara el pueblo de Corozal con el área metropolitana de San Juan debido al crecimiento poblacional que experimentó el municipio durante esos años y las limitadas oportunidades de empleo en la región montañosa de Puerto Rico. Como consecuencia, la construcción de la vía se inició en 1996 como parte de los esfuerzos del Gobierno de Puerto Rico para que los residentes de Corozal y pueblos limítrofes en el interior de la isla tuvieran acceso directo a la autopista José de Diego (PR-22) y vieran reducido el tiempo de viaje a sus lugares de trabajo en el área metropolitana. El proceso de construcción no estuvo exento de problemas ya que se preveía que la carretera hiciera su travesía por terrenos agrícolas protegidos y la misma se encuentra en la zona kárstica del norte, por lo que hubo que aumentar el presupuesto inicial para desviar el trazado por una zona más favorable y evitar así la expropiación de una mayor cantidad de tierras y familias. La carretera fue inaugurada y terminada alrededor del año 2000.

## Futuro
En el corto plazo se espera que se ensanche la vía no dividida entre Corozal y Dorado como una iniciativa gubernamental para reducir los accidentes de tránsito que se han producido en la carretera. Actualmente se estudia este proyecto para la colocación de una barrera New Jersey entre ambas direcciones, incluyendo más carriles y la instalación de luces en zonas oscuras con la colaboración del municipio de Corozal. En el largo plazo, la PR-142 podría extenderse hasta la autopista PR-22, pero aún no se ha llegado a un acuerdo para que este proyecto se haga realidad. Si se completa el proyecto propuesto, la carretera podría facilitar el acceso de las personas a sus lugares de trabajo en el área metropolitana y, al mismo tiempo, reducir potencialmente el tiempo de viaje entre ambas regiones.

## Mantenimiento
Al igual que el resto de las carreteras estatales, la carretera PR-142 es administrada y mantenida por el Departamento de Transportación y Obras Públicas de Puerto Rico (DTOP).

## Cruces
La carretera PR-142 es atravesada principalmente por las siguientes carreteras:
| Municipio                                                                                               | Ubicación         | km      | ×                           | Destinos                    | Notas                                                                         |
| --- | ----------------- | ------- | --------------------------- | --------------------------- | ----------------------------------------------------------------------------- |
| Dorado                                                                                                  | Maguayo, Espinosa | ↑0,0    |                             | · – Arecibo                 | Intercambio tipo trompeta; extremo norte de la PR-142                         |
| Dorado                                                                                                  | Maguayo, Espinosa | ↑0,2    |                             | · – San Juan                | Intercambio tipo trompeta; extremo norte de la PR-142                         |
| Dorado                                                                                                  | Espinosa          | 1,3     |                             | – La PRRA, Los Rodríguez    |                                                                               |
| Dorado                                                                                                  | Espinosa          | 2,5     |                             | – Rufo Rodríguez            |                                                                               |
| Río Lajas                                                                                               | Río Lajas         | 2,8     | Puente sobre el río Lajas   | Puente sobre el río Lajas   | Puente sobre el río Lajas                                                     |
| Toa Alta                                                                                                | Río Lajas         | ↓ 4,0 ↑ |                             | – Marzán                    | Extremo norte de la PR-823 concurrente; provee acceso a la PR-820             |
| Toa Alta                                                                                                | Río Lajas         | ↓ 4,0 ↑ |                             | – Marzán                    | Extremo norte de la PR-823 concurrente; provee acceso a la PR-820             |
| Toa Alta                                                                                                | Río Lajas         | 4,95    |                             | – Toa Alta                  | Extremo sur de la PR-823 concurrente; provee acceso al barrio Quebrada Arenas |
| Corozal                                                                                                 | Río Mavilla       | 5,9     | Puente sobre el río Mavilla | Puente sobre el río Mavilla | Puente sobre el río Mavilla                                                   |
| Corozal                                                                                                 | Pueblo            | ↓8,1    |                             | · – Morovis                 | Extremo sur de la PR-142                                                      |
| Corozal                                                                                                 | Pueblo            | ↓8,2    |                             | · – Toa Alta                | Extremo sur de la PR-142                                                      |
| 1.000 mi = 1.609 km; 1.000 km = 0.621 mi ↑ En dirección norte • ↓ En dirección sur Terminal concurrente |                   |         |                             |                             |                                                                               |

## Galería

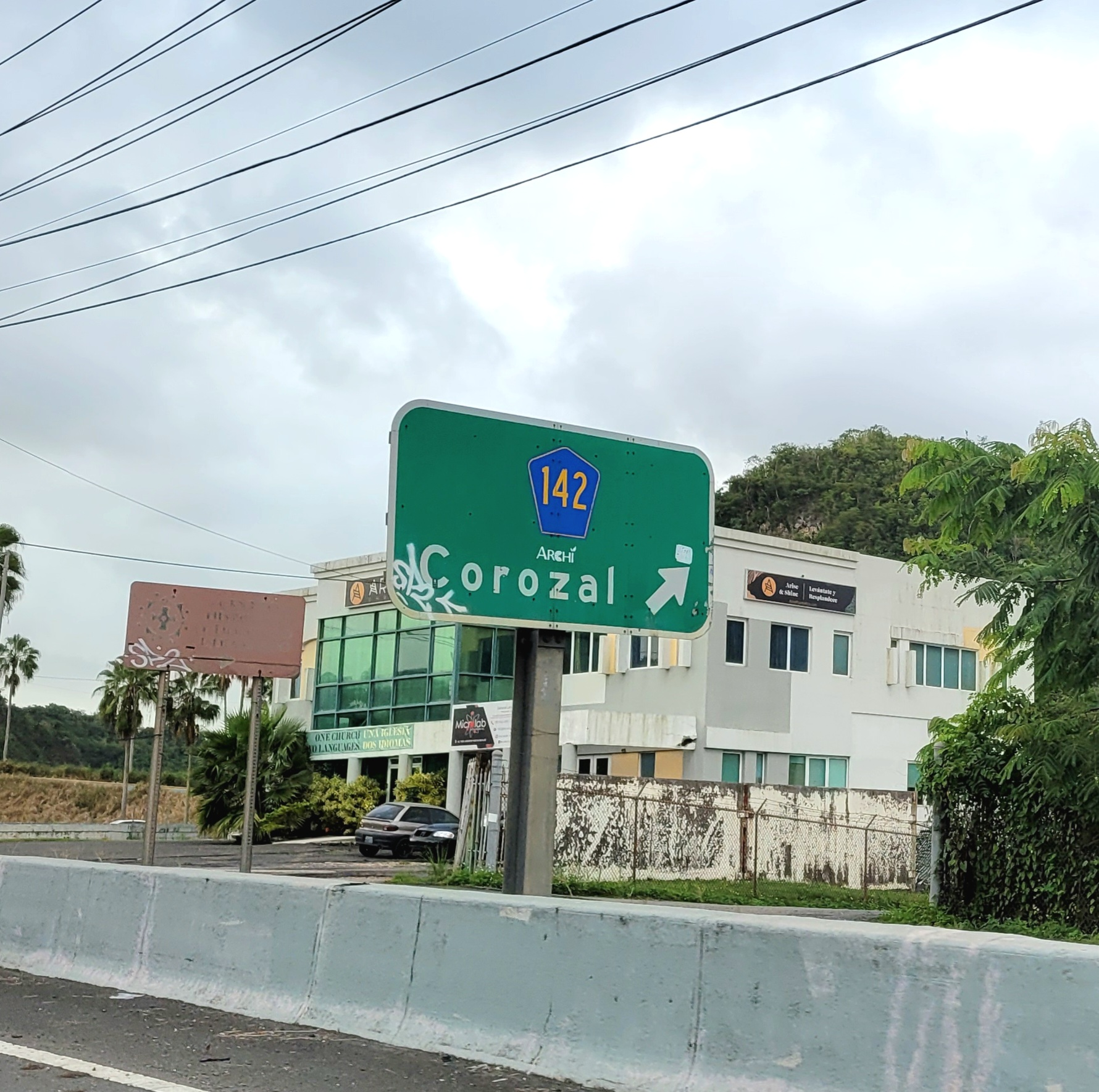
Carretera PR-2 oeste en la salida a la carretera PR-142 sur en el barrio Maguayo,[U 1] Dorado
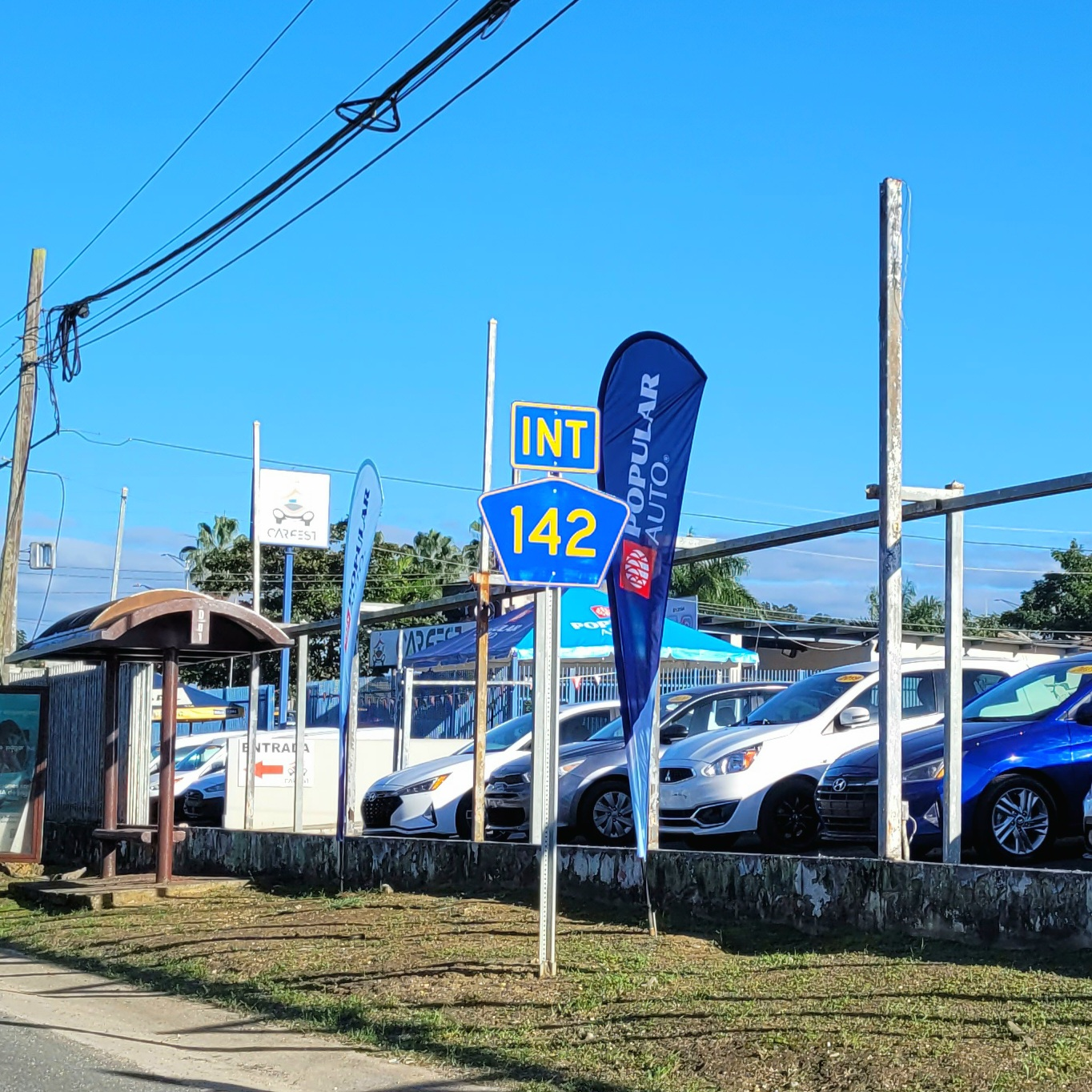
Carretera PR-2 este cerca del extremo norte de la carretera PR-142 en el barrio Espinosa,[U 1] Dorado
Carretera PR-142 norte acercándose al intercambio con la carretera PR-2 en el barrio Espinosa,[U 1] Dorado
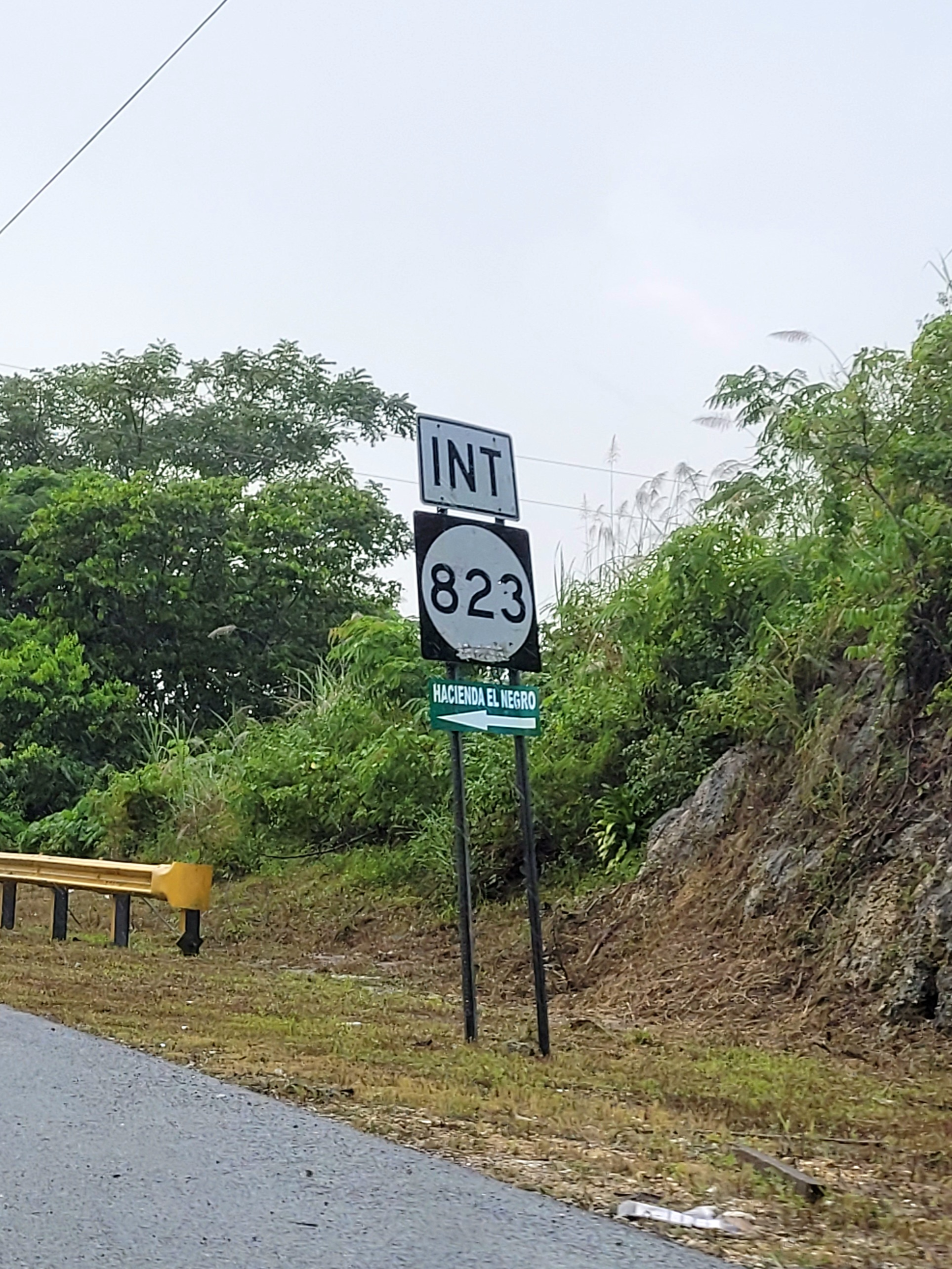
Carretera PR-142 sur cerca del extremo norte de la carretera PR-823 concurrente en el barrio Río Lajas, Toa Alta